# Acrotretida
Acrotretida — викопний ряд плечоногих класу Лінгуляти (Lingulata). Ця група сидячих брахіопод, існувала з кембрію по девон. Їхня мушля була округлої форми. Живились за допомогою фільтрування органічних решток з води.

## Класифікація
- Ряд Acrotretida †
  - Надродина Acrotretoidea †
    - Родина Acrotretidae †
    - Родина Biernatidae †
    - Родина Ceratretidae †
    - Родина Curticiidae †
    - Родина Ephippelasmatidae †
    - Родина Eoconulidae †
    - Родина Scaphelasmatidae †
    - Родина Torynelasmatidae †